# Gaz mixte
Le gaz mixte est un gaz combustible issu du charbon.
Comme la réaction de synthèse du gaz pauvre est exothermique, et celle produisant du gaz à l'eau endothermique, il est possible de combiner les deux, pour obtenir un gaz aux propriétés intermédiaires. Cela se fait en injectant de l'eau dans la gazogène.
Cependant ce gaz est assez dangereux en raison de sa toxicité (présence de monoxyde de carbone).
En sidérurgie, le gaz mixte est un mélange régulé de gaz de cokerie et de gaz de haut fourneau, afin d'obtenir un pouvoir calorifique compris entre 2 500  et   1 700 calories/m³. C'est une manière astucieuse de valoriser ces coproduits, et il a remplacé avantageusement la production issue des gazogènes. Ce gaz a été utilisé pour la chauffe des convertisseurs Martin. Aujourd'hui, il sert essentiellement à améliorer la chauffe des cowpers sur les sites sidérurgiques disposant d'une cokerie.